# Inventions
Inventions es una banda estadounidense formada en 2013 como proyecto paralelo de los músicos Matthew Cooper, también conocido como Eluvium, y Mark T. Smith, guitarrista de Explosions in the Sky.
Su primer álbum, homónimo, fue lanzado por Temporary Residence en abril de 2014, y alcanzó el puesto 22º en el top Heatseekers de la revista musical Billboard.

## Discografía
- Inventions (Temporary Residence Limited, 2014)
- Maze of Woods (Temporary Residence Limited, 2015)
- Continuous Portrait (Temporary Residence Limited, 2020)

## Miembros
- Matthew Cooper
- Mark T. Smith